# Президентські вибори в Грузії 2013
Президентські вибори в Грузії, які відбулися 27 жовтня 2013 року. Вони стали 6-ми президентськими виборами після оголошення незалежності Грузії 1991 року. За Конституцією президент Михайло Саакашвілі не може балотуватися на третій термін.
Після інавгурації обраного 2013 року президента набувають чинності конституційні поправки, прийняті парламентом Грузії 15 жовтня 2010. У відповідність з цими поправками владу президента значно зменшується на користь прем'єр-міністра та уряду.

## Кандидати
23 вересня Центральна виборча комісія Грузії зареєструвала 23 кандидати в президенти. 10 з них представлені політичними партіями, а 13 — незалежними ініціативними групами.
- Михайло Салуашвілі
- Нестан Киртадзе
- Шалва Нателашвілі, «Лейбористська партія Грузії»
- Мамука Чохонелідзе
- Георгій Таргамадзе, Християнсько-демократичний рух[5]
- Серго Джавахідзе, « За справедливу Грузію»
- Георгій Лілуашвілі
- Леван Чачуа
- Автанділ Маргіані
- Мамука Мелікишвілі
- Нугзар Аваліані
- Теймураз Бобохідзе
- Тамаз Бібілурі
- Давид Бакрадзе, єдиний національний рух[6]
- Георгій Маргвелашвілі, Грузинська мрія — Демократична Грузія[7]
- Коба Давіташвілі, «Партія народу»
- Акакій Асатіані, «Союз традиціоналістів Грузії»
- Ніно Бурджанадзе, Демократичний рух — Єдина Грузія[8]
- Ніно Чанішвілі
- Зураб Харатішвілі, «Європейські демократи Грузії»
- Картлос Гарібашвілі
- Теймураз Мжавия, «Християнсько-демократична народна партія»
- Георгій Чихладзе

Першим кандидатом став Шалва Нателашвілі, який оголосив на брифінгу про висунення своєї кандидатури на пост президента країни. За його словами, його основною метою чинити опір «побраталися партіям президента Михайла Саакашвілі та прем'єра Бідзіна Іванішвілі».

## Результати
Попередні результати:
| Кандидат                                               | Голоси    | %     |
| ------------------------------------------------------ | --------- | ----- |
| Георгій Маргвелашвілі                                  | 1 010 771 | 62,12 |
| Давид Бакрадзе                                         | 353 456   | 21,72 |
| Ніно Бурджанадзе                                       | 165 616   | 10,18 |
| Шалва Нателашвілі                                      | 46 922    | 2,88  |
| Георгій Таргамадзе                                     | 17 340    | 1,07  |
| Коба Давіташвілі                                       | 9 861     | 0,61  |
| Зураб Харатішвілі                                      | 3 716     | 0,23  |
| Серго Джавахідзе                                       | 2 107     | 0,13  |
| Леван Чачуа                                            | 3 087     | 0,19  |
| Георгій Лілуашвілі                                     | 1 905     | 0,12  |
| Ніно Чанішвілі                                         | 2 280     | 0,14  |
| Акакій Асатіані                                        | 1 565     | 0,1   |
| Михайло Салуашвілі                                     | 1 374     | 0,08  |
| Мамука Мелікишвілі                                     | 1 007     | 0,06  |
| Теймураз Мжавия                                        | 1 298     | 0,08  |
| Картлос Гарібашвілі                                    | 530       | 0,03  |
| Георгій Чихладзе                                       | 843       | 0,05  |
| Автанділ Маргіані                                      | 623       | 0,04  |
| Нугзар Аваліані                                        | 665       | 0,04  |
| Тамаз Бібілурі                                         | 687       | 0,04  |
| Нестан Киртадзе                                        | 759       | 0,05  |
| Теймураз Бобохідзе                                     | 372       | 0,02  |
| Мамука Чохонелідзе                                     | 332       | 0,02  |
| Усього                                                 | 1 627 116 | 100   |
| Зареєстрованих виборців/Явка                           | 3 537 719 | 46,9  |
| Джерело: ЦВК Грузії (дані з 99,68 % виборчих дільниць) |           |       |

## Оцінка
Міжнародні спостерігачі визнали вибори «чистими» та «прозорими», тодішній президент Міхеіл Саакашвілі та кандидат від Єдиного національного руху Давид Бакрадзе привітали перемогу Георгія Маргвелашвілі.